# Jens Zimmermann (Sportschütze)
Jens Zimmermann (* 5. Januar 1967 in Langenhagen) ist ein ehemaliger deutscher Sportschütze im Kader des Deutschen Schützenbundes.

## Karriere
Jens Zimmermann, der 1990 in den A-National-Kader aufgerückt war, wurde nur ein Jahr später Europameister mit der Mannschaft  und gewann mit dieser Silber bei der WM in Perth. Zudem  konnte sich überraschend gegenüber anderen deutschen Schützen sich für die Olympischen Spiele 1992 in der Disziplin Laufende Scheibe qualifizieren. Er belegte den sechsten Rang. Vier Jahre später nahm er erneut an den Olympischen Spielen in Atlanta teil, wo er den siebten Platz belegte.